# Anne Margrethe Quitzow
Anne Margrethe Quitzow, auch Qvitzow, verheiratete von Pappenheim (* 18. März 1652 in Sandager bei Bogense; † um 1700) war eine dänische Übersetzerin und „gelehrte Frau“.

## Leben

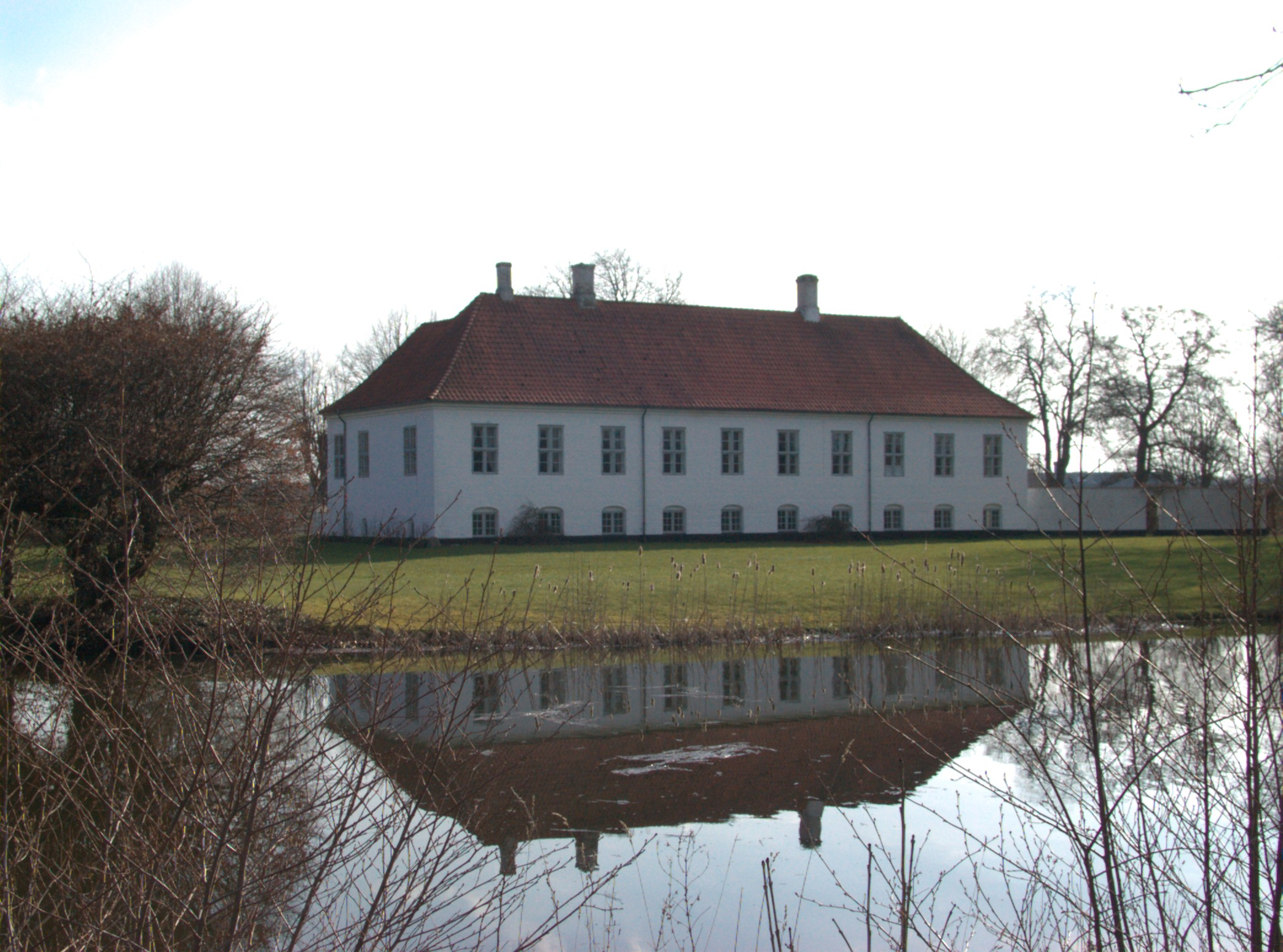
Das elterliche Gut Sandagergård auf Fünen

Anna Margrethe Quitzow entstammte der dänischen Linie des ursprünglich brandenburgischen Adelsgeschlechts von Quitzow (in Dänemark meist Qvitzow geschrieben). Sie war das einzig überlebende Kind des Offiziers und Amtmanns Erik Quitzow (1616–1678) auf Sandager, Qvitzowsholm (heute Hofmansgave) und Rørbæk und dessen Frau Susanne Jensdotter Juel (1616–1685), einer Tochter des Gouverneurs von Norwegen Jens Hermansen Juel (1580–1634). Bereits ihre Mutter Susanne Juel hatte eine gründliche humanistische Bildung erfahren, möglicherweise bei ihrem entfernten Verwandten Holger Rosenkrantz, der auf seinem Schloss Rosenholm eine Schule für adligen Mädchen und Jungen unterhielt und mit dessen Sohn Jørgen Rosenkrantz ihre Schwester Christence verheiratet war. In Karen Brahes Bibliothek sind mehrere Übersetzungen von ihr erhalten.

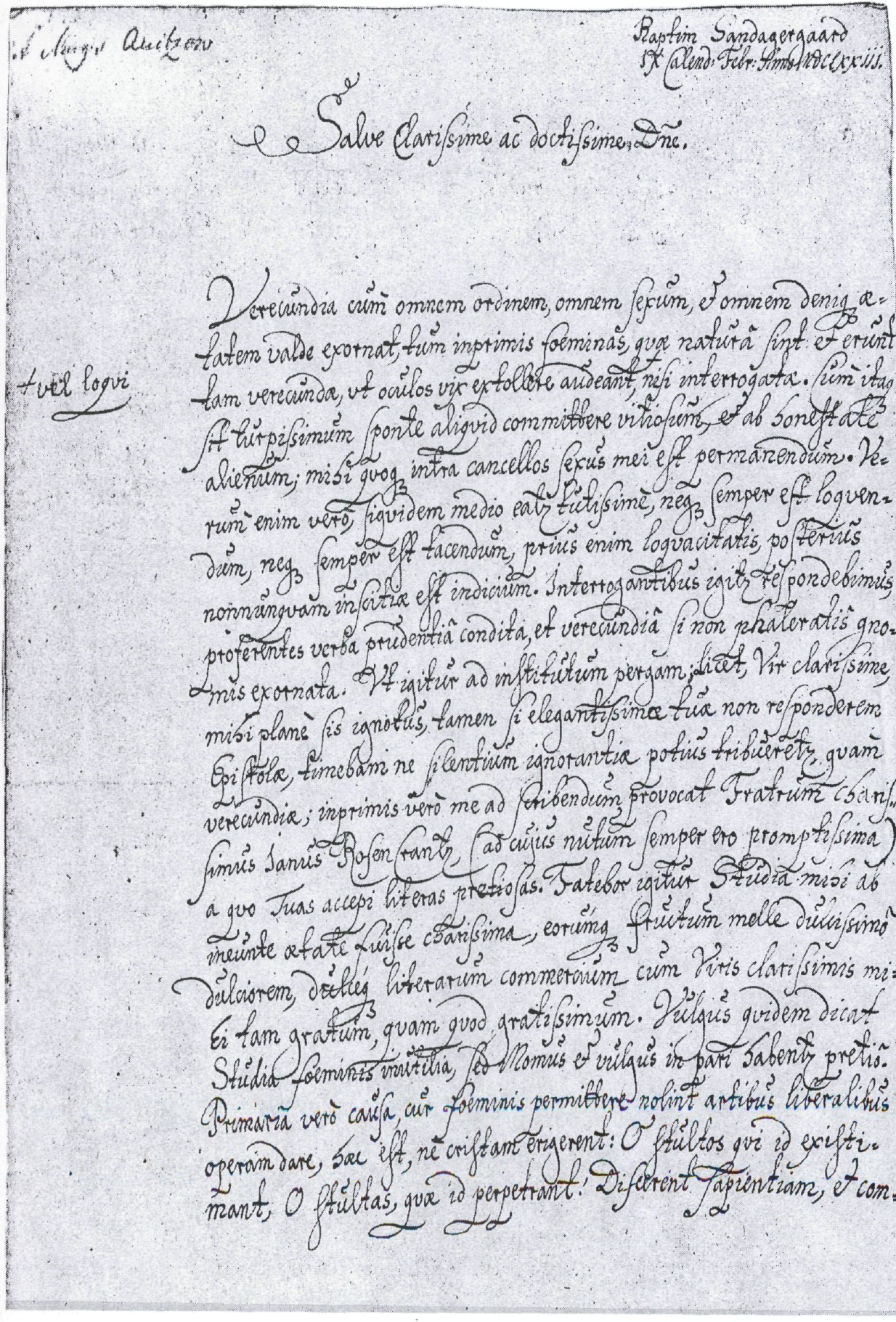
Lateinischer Brief von Anne Margrethe Quitzow an Otto Sperling (1673)

Quitzow erhielt zunächst durch ihre Eltern und zwischen dem zehnten und fünfzehnten Lebensjahr zusätzlich durch einen Hauslehrer eine damals für Mädchen unübliche humanistische Bildung. Sie erwarb Kenntnisse der lateinischen, altgriechischen, deutschen, holländischen und französischen Sprache und Literatur und beschäftigte sich auch mit Arithmetik und Astronomie. „Ihre große Gelehrsamkeit und ihr scharfes Urteilsvermögen waren Gegenstand allgemeiner Bewunderung.“ Nach dem Vorbild von Birgitte Thott übersetzte sie lateinische Klassiker in Dänische. In Karen Brahes Bibliothek erhalten blieb das Manuskript einer von Quitzow angefertigten Übersetzung der ersten drei Bücher von Gaius Iulius Caesars De bello Gallico ins Dänische. Sie soll auch Ciceros De officiis ins Dänische übersetzt haben. 1673 begann sie, angeregt durch ihren Cousin, den Etatsrat Jens (Janus) Jørgensen Rosenkrantz (1640–1695), einen lateinischen Briefwechsel mit Otto Sperling. Sperling wollte sie in seine Sammlung De foeminis doctis oder gynæceum aufnehmen, eine Studie zu nahezu 1400 gelehrten Frauen aus allen Nationen und Jahrhunderten, und hatte sie dafür um eine kurze Autobiographie gebeten. Daraufhin beschrieb die damals 21-jährige in einem neunseitigen lateinischen Brief ihre familiäre Herkunft und ihre Ausbildung.
1675 heiratete sie den Offizier Christian von Pappenheim († um 1705) aus dem dänischen Zweig der hessischen Rabe von Pappenheim. Dieser, „ein unfähiger Mann“, soll ihr Erbe verprasst haben. Sie hatte sieben Kinder, von denen vier das Erwachsenenalter erreichten. Dazu zählten Juliane Margrethe (1687–1747), die 1724 den Pastor Ole Hansen Gemzøe (1683–1731) in Taars heiratete, und als einziger Sohn Alexander von Pappenheim (1687–1718), der Offizier wurde und nach dem Verlust aller dänischen Besitzungen in Liebenau starb. Nach ihrer Eheschließung war sie jedoch kaum mehr literarisch tätig. Lediglich ein Trauergedicht auf Ove Rosenkrantz Axelsen auf Raakilde von 1685 ist erhalten. Über ihr späteres Leben ist nichts bekannt. Sie starb vermutlich um 1700 in Armut.

## Werk und Rezeption
Keiner von Quitzows Texten wurde veröffentlicht. Außer den oben erwähnten Übersetzungen von Werken von Caesar und Cicero findet sich in der Karen Brahes Bibliothek ein von ihr handgeschriebenes und auf 1669 datiertes dänischsprachiges Traktat Lasternis Skrabe (= Geißel der Laster) samt lateinischer Übersetzung, das sich mit den moralisch-philosophischen Fragen der Trunkenheit auseinandersetzt.
Dabei handelt es sich um Abschriften von Übersetzungen eines 1631 auf Deutsch erschienenen Werk durch ihre Mutter.
Schon bald wurde Anne Margrethe Quitzows Leben in Darstellungen aufgenommen, die auf den Vorarbeiten von Otto Sperling basierten, wie Albert Thuras Gynæceum Daniæ litteratum (1732) und F. C. Schønaus Samling af Danske lærde Fruentimmer (Kopenhagen 1753).